# Шульц, Егор Христианович
Его́р (Гео́ргий) Христиа́нович фон Шульц (нем. Georg Julius von Schultz) (4 октября (22 сентября) 1808, Ревель — 28 (16) мая 1875, Вена) (литературные псевдонимы: «Dr. Bertram» и «Schoultz de Тоrma») — российский учёный-медик (анатом, хирург), доктор медицины, ученик и ближайший помощник профессора Николая Ивановича Пирогова; литературный и общественный деятель, российский немецкоязычный писатель
, переводчик, фольклорист.
Потомственный дворянин Эстляндской губернии, Статский советник. Происходит из семьи балтийских немцев, евангелическо-лютеранского вероисповедания.

## Биография
Шульц родился в семье потомка переселенцев из Мекленбурга, оберпастора Домского собора в Ревеле Христиана Тимотеуса Шульца (нем. Christian Timotheus Schultz, 12.08.1767, Ревель — 29.05.1809, Ревель) и его жены Каролины Шарлотты Асферус (нем. Asverus) (2.03.1789, Торма — 16.08.1875, Фриденталь). Отец умер, когда мальчику не исполнилось и года, после чего семья переехала к деду Францу Фридриху Асферусу (нем. Franz Friedrich Gotthilf Asverus), служившему сельским пастором в волости Торма; среднее образование получил в рыцарской соборной (домской) школе Ревеля.
В 1826 году Георг Шульц поступил на медицинский факультет Императорского Дерптского университета, после окончания которого в 1833 году был оставлен на должности прозектора в анатомическом корпусе университета. Одновременно при кафедре хирургии под руководством профессора И. Ф. Мойера он приступил к диссертационному исследованию для получения степени доктора медицины.
В тот год, когда Георг Шульц занялся научной деятельностью, в Дерптском университете защитил диссертацию на звание доктора медицины будущий светило отечественной хирургии Николай Иванович Пирогов. Будучи ровесниками, они быстро сблизились. Г. Шульц помогал Н. И. Пирогову в опытах по перевязке брюшной аорты. В свою очередь, Николай Иванович оказал ему неоценимую поддержку в работе над диссертацией под названием «Quaedam ad rhinoplasticen» («О ринопластике»), Диссертация, отличавшаяся особой новизной, представляла уникальную для своего времени технологию пластики носа собственными тканями и была успешно защищена Г. Шульцем в 1836 году. Сама идея и теоретическое обоснование методики были разработаны Г. Шульцем, а три успешные операции по ней, представленные в диссертации, выполнил Н. И. Пирогов.
В те же самые годы, когда в университете ещё не существовало даже кафедры глазных болезней, Г. Шульц вместе с Н. И. Пироговым и несколькими студентами медицинского факультета организовал первую в Дерпте частную офтальмологическую клинику.
В 1836 году, с получением звания доктора медицины, Георг Шульц был приглашён героем Отечественной войны 1812 года, отставным генералом Фёдором Семёновичем Уваровым в его имение в селе Холм, Бельского уезда Смоленской губернии. До 1839 года он исполнял обязанности сельского врача, пользуя как многочисленных родственников бессемейного генерала, так и его крестьян. Существует не соответствующее действительности утверждение, что после нескольких трагических случаев, имевших место в его практике в эти годы, Г. Ю. Шульц стал тяготиться своей профессией и вскоре ушёл из медицины. На самом деле в 1840 году его карьера врача получила лишь новое развитие. В тот год он предпринял поездку в Европу и в течение двух лет совершенствовался в ведущих хирургических клиниках Австро-Венгрии, Германии и Италии.
После возвращения в Россию в 1842 году Г. Ю. Шульц принял приглашение профессора Н. И. Пирогова и перебрался в Петербург. За год до этого, 3 марта 1841 года в Императорской Медико-хирургической академии Николай Иванович основал возглавил кафедру госпитальной хирургии. Тогда он и вспомнил о своем коллеге по Дерптскому университету. Вскоре Шульц, который в столице назвался Егором Христиановичем, стал одним из ведущих его помощников. В том же 1842 году по заданию Императорской Санкт-Петербургской академии наук Е. Х. Шульц занялся изучением состава и лечебных свойств минеральных вод Санкт-Петербургской губернии. Эта работа проводилась в интересах Петербургского заведения искусственных минеральных вод и завершилась изданием монографии, в которой Егор Христианович представил результаты своих исследований. Книга дважды переиздавалась и долгие годы считалась основным медицинским справочником по вопросам бальнеотерапии.
По инициативе и под руководством Н. И. Пирогова в Медико-хирургической академии в 1846 году был организован Особый анатомический институт. В создании и работе института Е. Х. Шульц, занявший в нём одну из двух штатных должностей ассистента, принял самое живое участие.

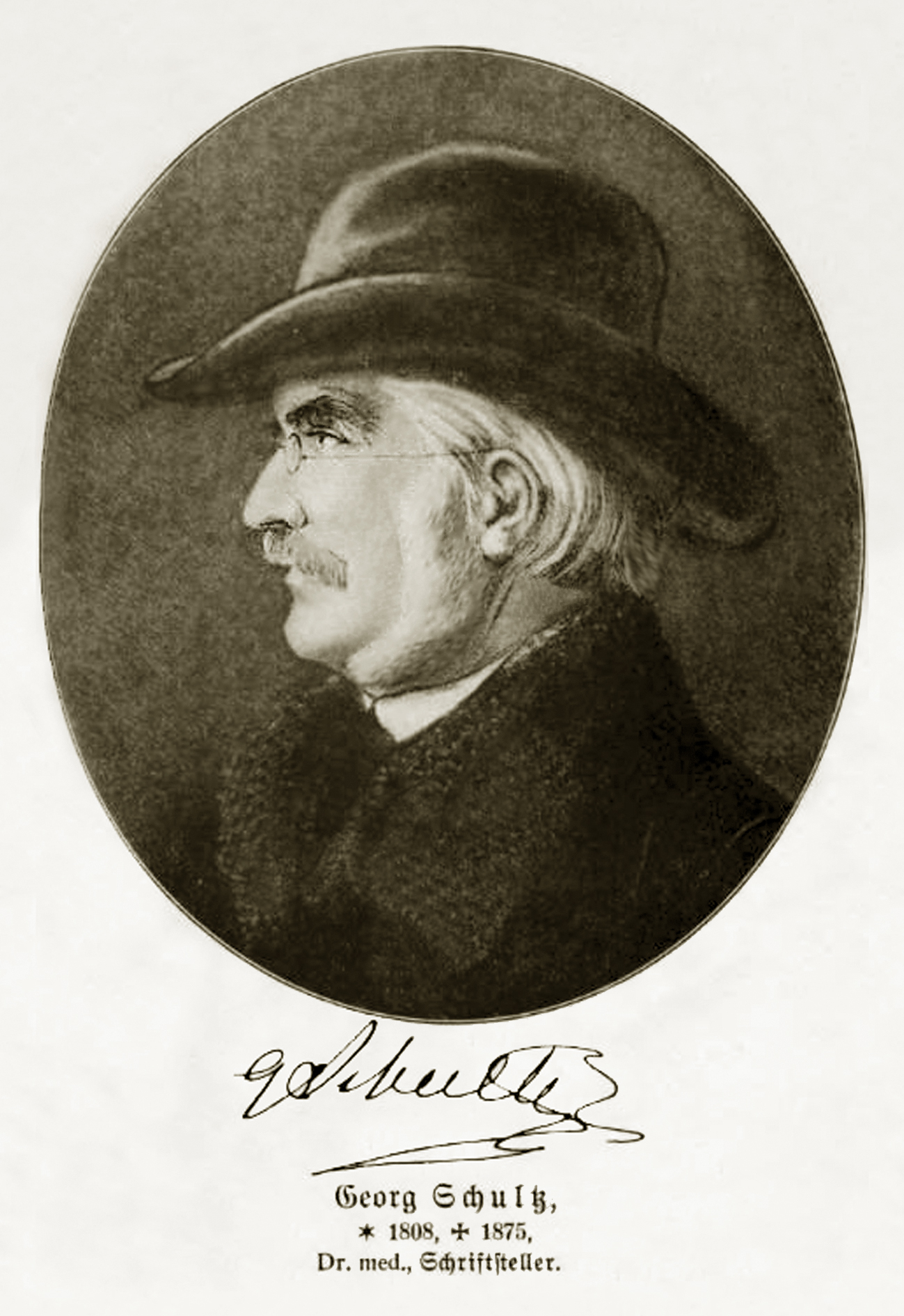
Егор Христианович фон Шульц

Важным этапом его деятельности стало редактирование и участие в подготовке к изданию фундаментального труда Н. И. Пирогова «Топографическая анатомия, иллюстрированная разрезами, проведёнными через замороженное тело человека в трёх направлениях». Целый ряд анатомических рисунков в этом атласе сделан рукой Е. Х. Шульца. Как человек, свободно владевший несколькими европейскими языками, Е. Х. Шульц по заданию Николая Ивановича представил восемь выпусков его атласа Французской академии наук. Это произошло в Париже 7 и 19 сентября 1853 года, за несколько дней до начала Крымской войны. В те же дни на съезде естествоиспытателей в Тюбингене  12 и 24 сентября он продемонстрировал 56 анатомических таблиц из атласа Н. И. Пирогова «Анатомия разрезов». Все доклады Егора Христиановича были восприняты мировым медицинским сообществом с неподдельным интересом.
Собственные работы Егора Христиановича не столь многочисленны, однако, по мнению А. М. Геселевича, «Изучение трудов E. X. Шульца показывает, что он, действительно, принадлежал к школе Н. И. Пирогова». Научная деятельности Е. Х. Шульца имела все шансы на счастливое продолжение, но вмешалась война. После отъезда Н. И. Пирогова сначала на театр военных действий в Севастополь, а затем его переезда в Одессу деятельность анатомического института стала приходить в упадок. Именно в эти годы Егор Христианович увлёкся литературным творчеством, и скоро этот вид деятельности захватил его полностью. В 1854 году он оставил Медико-хирургическую академию и занял скромную должность прозектора Второго (будущего Николаевского) военно-сухопутного госпиталя. С 1856 года, формально оставаясь сотрудником госпиталя, Е. Х. Шульц стал много путешествовать по Европе. В 1860 году в Петербурге он приступил к изданию собственного литературного еженедельника.

В 1868 году, по достижении 60-летнего возраста, Егор Христианович резко сменил род занятий. Окончательно оставив медицину, он поступил младшим цензором в Комитет иностранной цензуры при Министерстве народного просвещения. Для него этот вид деятельности стал продолжением литературного творчества. На новом месте Е. Х. Шульц сразу зарекомендовал себя непревзойдённым специалистом. О нём писал в своих воспоминаниях цензор комитета А. Е. Егоров: 
Был ещё один такой цензор-полиглот, Шульц, который не затруднялся читать книги и разные другие издания на всех существующих языках. Секрет своего „многоязычия“ и скоропалительного чтения он унес в могилу: как он успевал и умудрялся возвращать по субботам весь громадный ворох забранных им для прочтения книг за неделю, представляя о каждой отзыв, осталось непроницаемой для нас тайной. Это был поистине титан своего дела, и подобного ему языковеда мне уже не приходилось встречать во всю мою жизнь, хотя некоторые наши цензоры, как, например, мой предместник, старший помощник цензора, магистрант филологии Певницкий, назначенный в Одессу младшим цензором, обладал значительными познаниями в иностранных языках, да и я сам владею пятью языками, но по многоязычию своему почтенный Шульц побил рекорд над всеми, и никто никогда не мог конкурировать с ним в этой сфере.
Егор Христианович Шульц скоропостижно скончался весной 1875 года на 67-м году жизни. Смерть настигла его во время одной из заграничных поездок, в Вене, где он и был похоронен на протестантском кладбище Matzleinsdorf.

## Семья
В Санкт-Петербурге вместе с семьёй Е. Х. Шульц проживал по адресу: Стремянная улица, д. 8.
- жена: Иоганна Катарина (ур. Унзер) (нем. Johanna Catharine Theodore (Thora) von Unzer) (25.05.1821, Шлезвиг-Гольштейн, Германия — 20.08.1899, Юрьев);
  - дочь: Адаевская, Элла Георгиевна (ур.: Шульц) (нем. Elisabeth Katharine v. Schultz) (10.02.1846, Санкт-Петербург — 26.07.1926, Бонн) — русская пианистка, композитор и этномузыковед;
  - сын: Роберт (Роман) Егорович фон Шульц (нем. Carl Robert Nikolaus v. Schultz) (1.08.1849, Петербург — 19.04.1919, Таллин) — был одним из присяжных заседателей в суде по делу Веры Засулич, вынесших оправдательный приговор террористке[4];
  - дочь: Лидия фон Балц (ур. Шульц) (нем. Lydia v. Schultz) (1.08.1849, Петербург — 1888, Великое княжество Финляндское);
  - дочь: Мария фон Шульц (Marie (нем. Manja) von Schultz) (1848, Санкт-Петербург — 1856, Санкт-Петербург);
- брат: Мориц Христианович фон Шульц (нем. Moritz Franz von Schultz) (20.11.1806, Ревель — 14.10.1888, Тауроген) — генерал от кавалерии;
- двоюродный брат: Генрих Готлиб фон Шульц (29.08.1794 — 09.05.1828) — врач-хирург 18-го флотского экипажа, возглавлял морской госпиталь в Ревеле, отец контр-адмирала Фёдора Богдановича фон Шульца.

## Литературное творчество
С первых лет литературной деятельности Е. Х. Шульца большую популярность в прибалтийских губерниях приобрёл его имевший несколько выпусков сборник «Baltische Skizzen». Егор Христианович активно интересовался эстонской культурой, собирал произведения эстонского народного творчества. Результаты этого труда легли в основу многих его произведений. По просьбе своего друга Фридриха Крейцвальда Егор Христианович перевёл на немецкий язык одну из частей эстонского эпоса «Калевипоэг».
В 1853 году Е. Х. Шульц первым перевёл на немецкий язык «Горе от ума» А. С. Грибоедова:
Griboedov A. S. Verstand schafft Leiden : Schauspiel im 4 Akten und in Versen nach dem Russischen metrisch übertragen von Dr. Bertram. — Leipzig: Brrckhaus, 1853.
Наиболее известные собственные произведения Е. Х. Шульца:
- Dr. Bertram Der Strabismus oder die Reise im Eilwagen — 1851;
- Dr. Bertram Die drei Halsbänder — 1853;
- Dr. Bertram Jenseit der Schären — 1854;
- Dr. Bertram Peters-Lieder — 1857;
- Dr. Bertram. Baltische Skizzen, oder, Fünfzig Jahre zurück. Erstes Bändchen (Прибалтийские эскизы пятьдесят лет назад. Первая часть). — Berlin, 1857.;
- Dr. Bertram. Martha Marzibill, oder, Der Traum im Ulmenbaum : eine livländische Geschichte für artige Kinder (Марта Марцибилл или мечты вяза : Ливонская история для хороших детей). — Dorpat, 1857.;
- Schultz G. J. Medicinische Dorfgeschichten aus dem Innern Russlands» (Медицинские деревенские истории из внутренней России). — Dorpat, 1860.;
- Dr. Bertram. Dorpats Grössen und Typen vor vierzig Jahren (Размеры и форма Дерпта сорок лет назад). — Dorpat, 1868.;
- Dr. Bertram. Wagien : baltische Studien und Erinnerungen (Wagien: Балтийские исследования и воспоминания). — Dorpat, 1868.;
- Dr. Bertram Die Philosophie des guten Tons — 1869;
- Dr. Bertram Bilder aus dem Süden — 1869;
- Dr. Bertram. Peivash Parneh, die Sonnensöhne. — Dorpat, 1872.;
- Dr. Bertram. Sagen vom Ladogasee oder Erzählungen meiner Ssudomoika (Истории с Ладоги или рассказы моей судомойки). — Gelsingfors, 1872.;
- Schultz G. J. Neue baltische Skizzen (Новые балтийские эскизы). — Dorpat, 1872..

В конце жизни Егора Христиановича вышло его собрание сочинений в восьми томах на немецком языке:
Dr. Bertram. Dr. Bertram's Gesammelte Schriften. — Dorpat, 1875.
Научные работы Е. Х. Шульца не столь многочисленны. Помимо докторской диссертации, удалось обнаружить лишь три его публикации:
- Schultz G. J. Bemerkungen über den Bau der normalen Menschenschaedel, nebst einer Nachlese unbeschriebener Puncte des Schädelreliefs. — St. Petersburg, 1852.;
- Шульц Е. Х. Наставление к употреблению минеральных вод вообще и сведения о заведении минеральных вод в С.-Петербурге с указанием химического анализа славнейших целебных источников / Соч. д-ра Шульца, врача при заведении Мин. вод. — СПб., 1847. — 59 с.;
- Шульц Е. Х. Наставление к употреблению минеральных вод вообще и сведения о заведении минеральных вод в С.-Петербурге с указанием химического анализа славнейших целебных источников / Соч. д-ра Шульца, врача при заведении Мин. вод. - 2-е изд., испр. — СПб.: тип. Шт. Отд. корп. внутр. стражи, 1852. — 112 с..